# Запобіжник (електрика)

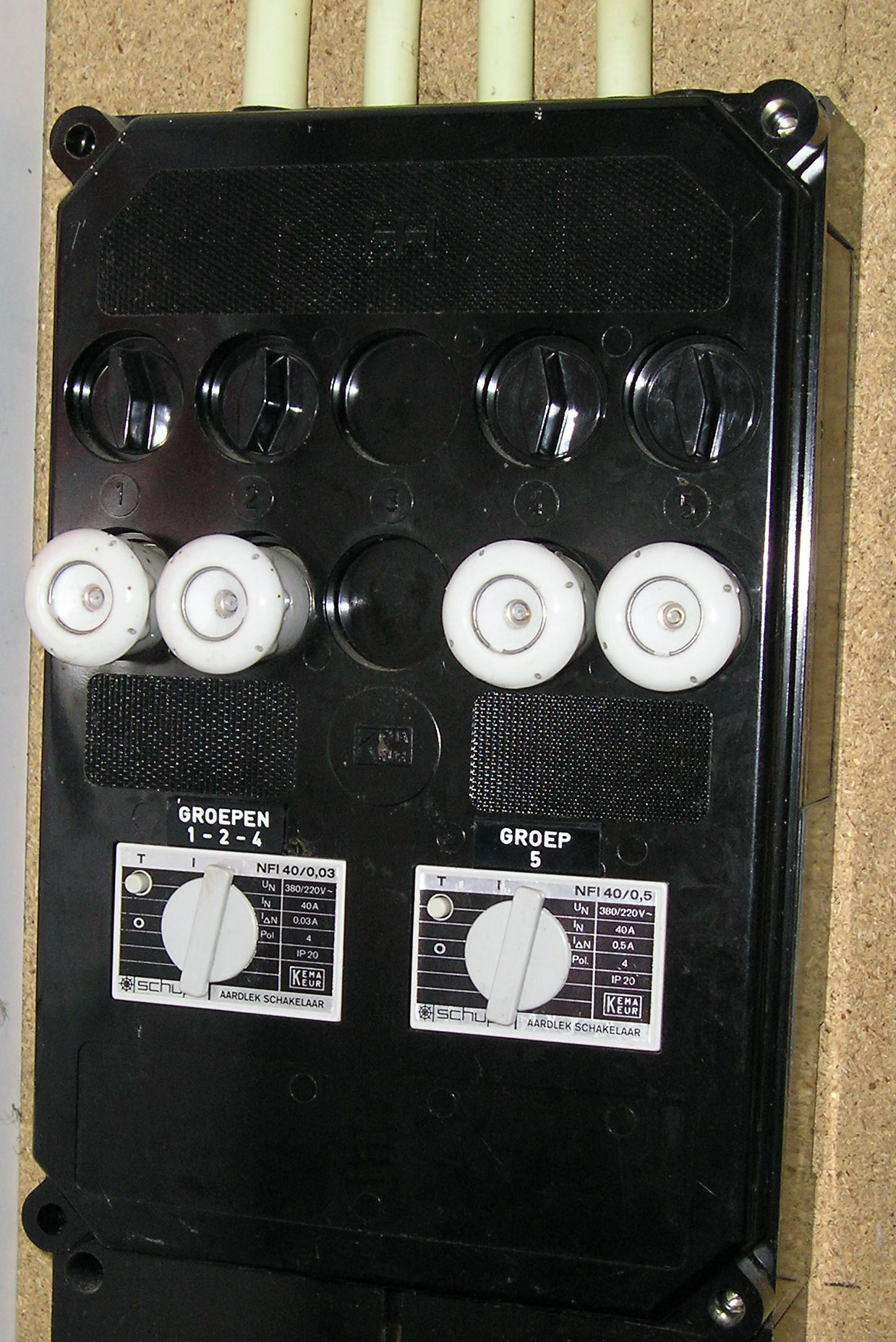
Запобіжники в розподільному щиті.

Запобі́жник або пла́вкий (то́пкий) запобі́жник — апарат захисту, призначений для вимикання електричного кола, яке він захищає, шляхом руйнування навмисно передбачених для цього струмовідних частин під дією струму, котрий перевищує певне значення протягом визначеного часу.
Запобіжник вмикається послідовно зі споживачем електричного струму і розриває електричне коло у разі перевищення ним номінального струму, на який розраховано запобіжник.
Як противагу плавким запобіжникам, можна використовувати автоматичні вимикачі, але вони мають істотно інші властивості.
Отже, запобіжник здійснює захист електричних мереж та обладнання переважно від коротких замикань, виконуючи, за певних умов, завдання обмеження струму.

## Будова

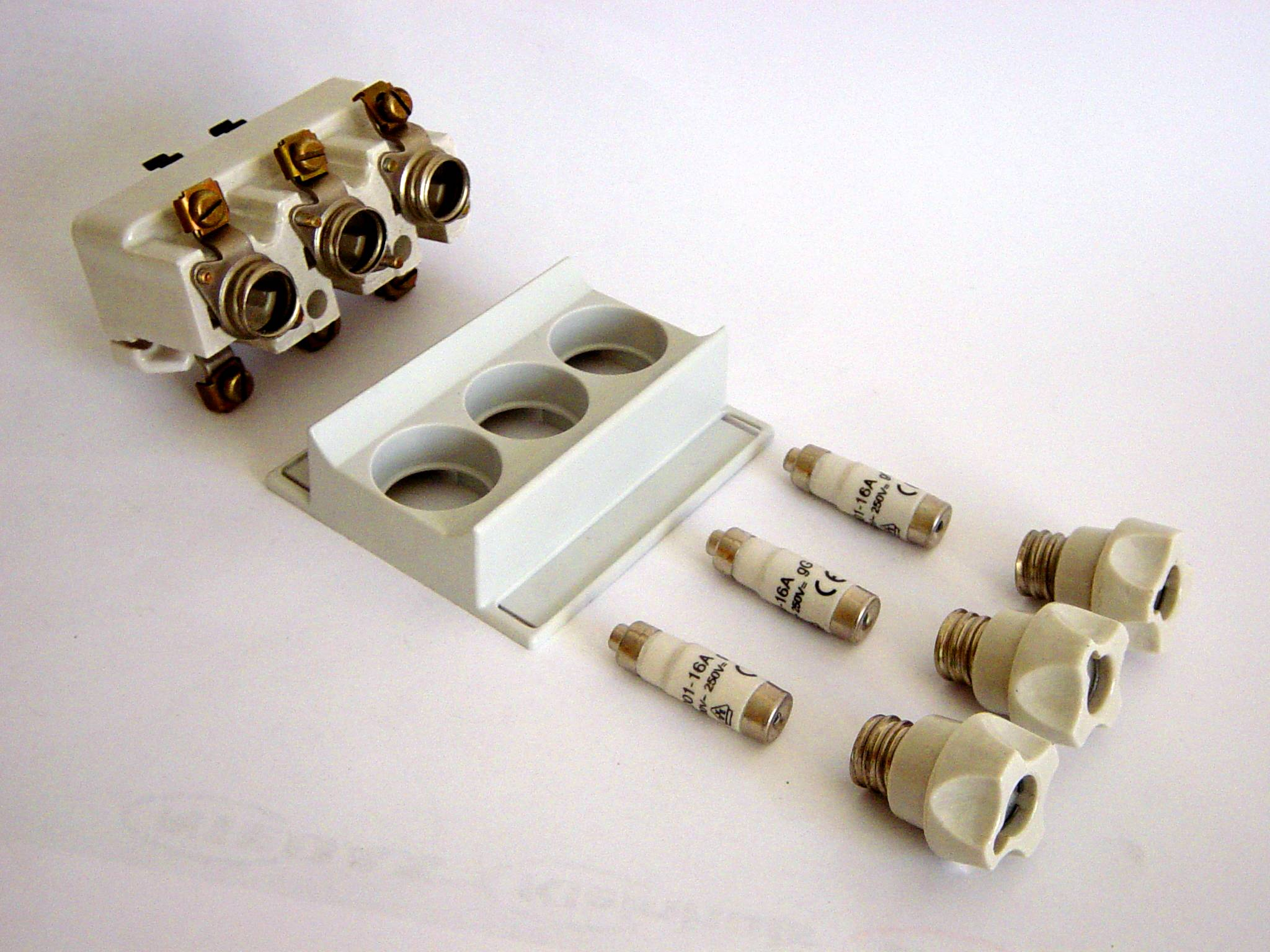
Будова плавкого запобіжника типу «Neozed» (зліва направо): основа (fuse-base) з контактами для увімкнення; ізоляційна кришка; вставка (fuse-link), до складу якої входить плавкий (топкий) елемент (fuse-element); тримач вставки (fuse-carrier)

Запобіжник не слід ототожнювати лише з частиною, що розплавляється під час надструмів або тією частиною, яку належить замінити після спрацьовування. Запобіжник містить складові частини, котрі утворюють єдиний пристрій (апарат).
Основною робочою складовою запобіжника є плавкий елемент, виготовлений із сплавів легкоплавких металів і розташований у вставці та встановлений в тримачі запобіжника (англ. fuse-holder), що є поєднанням основи та тримача вставки (див. рис.).
Запобіжники можуть заповнюватися особливим піском для полегшення гасіння дуги.

## Основні характеристики
Основними кількісними характеристиками запобіжника є номінальна напруга, номінальний струм (встановлюються окремо для тримачів та вставок, причому характеристики тримачів мають перевищувати відповідні характеристики вставок, придатних для встановлення на них), а також номінальну здатність до відмикання.
Номінальна напруга плавкого запобіжника — найменша з номінальних напруг усіх його складових частин (тримача, плавкої вставки). Стандартні значення номінальної змінної напруги для плавких вставок :
- Ряд І: 230, 400, 500 та 690 В;
- Ряд ІІ: 120, 208, 240, 277, 415, 480 та 600В.

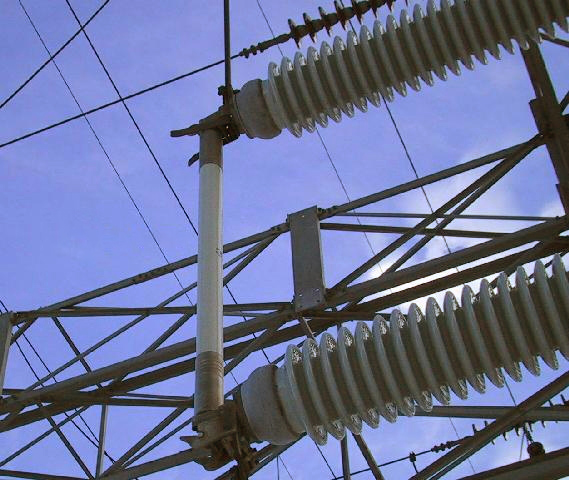
Високовольтний запобіжник 115кВ

Переважними значеннями номінальної постійної напруги є величини: 110; 125; 220; 250; 440; 460; 500; 600; 750 В.
Номінальний струм запобіжника — найбільший припустимий за умовами нагрівання частин запобіжника тривалий струм. Він визначається як найменший із струмів, на який розраховані його струмопровідні частини (тримач вставки, контактні стійки тощо). Цей струм відповідає найбільшому із струмів плавких вставок, що призначені до встановлення на даному запобіжнику.
Номінальний струм плавкої вставки (англ. rated current of a fuse-link) — значення струму, який плавка вставка може тривалий час проводити у встановлених умовах без пошкоджень. Визначає припустимий щодо умов нагрівання, тривалий струм у разі її вставлення в затискачах чи в призначеному для неї патроні. Номінальний струм плавкої вставки слід обирати з таких значень: 2; 4; 6; 8; 10; 12; 16; 20; 25; 32; 40; 60; 63; 80; 100; 125; 160; 200; 250; 315; 400; 500; 630; 800; 1000; 1250 А. Номінальні струми вказуються заводом-виробником на корпусі плавкої вставки запобіжника.
Здатність до відмикання (англ. breaking capacity of a fuse) — значення очікуваного струму, який вставка запобіжника спроможна вимкнути за заданої напруги та деяких інших приписаних умов. Для вставок дуже важливим є такий показник, як діапазон відмикання (англ. breaking range) тобто діапазон очікуваних струмів, у межах якого забезпечується здатність вставки до вимкнення .

## Класифікація

Умовні познаки для запобіжників за IEC (вгорі) та за IEEE/ANSI (два нижніх)

### Категорії застосування запобіжників
За своїм призначенням (категорією застосування) розрізняють запобіжники, що призначені для захисту розподільних мереж (запобіжники цієї категорії позначають літерами G або L), запобіжники, призначені для захисту напівпровідникових пристроїв (їх позначають літерою R) та запобіжники, призначені для захисту електричних кіл з електродвигунами (їх позначають літерою М).
Оскільки хід нагрівання провідників електромереж є досить повільним, запобіжники категорії G або L повинні відмикати коло із надструмом не одразу після його виникнення, а за деякий визначений проміжок часу, тривалість якого визначається залежно від рівня надструму. Тож, ці запобіжники не припиняють живлення навантажень у разі випадкових короткочасних надструмів, які є безпечними для мереж, отже не переривають технологічний процес, пов'язаний із такими надструмами. Так само діють й запобіжники категорії М. Вставки запобіжників категорії R призначені для захисту напівпровідникових пристроїв (англ. fuse-links for the protection of semiconductor devices) від коротких замикань, вони мають діяти дуже швидко, через це їх називають також швидкодійними.

### Класи запобіжників

Часо-струмові криві для робочого класу запоб. gG (нім.). IEC60269

Якщо плавка вставка здатна вимикати усі струми, які розтоплюють топкий елемент аж до номінальної здатності до відмикання, вона позначається літерою g, а якщо лише у частині цього діапазону — літерою a. Вставки, позначені літерою g, забезпечують захист обладнання як від коротких замикань, так і від перевантажень, а вставки, позначені літерою a, зазвичай забезпечують захист обладнання лише від коротких замикань. Поєднання діапазону відмикання та категорії застосування, прийнято називати класом запобіжника.
Наприклад, запобіжники класу gG призначені для захисту мереж від перевантажень та коротких замикань, а запобіжники класу aR придатні для захисту напівпровідникових пристроїв лише від коротких замикань.

### Групи за рівнем експлуатації

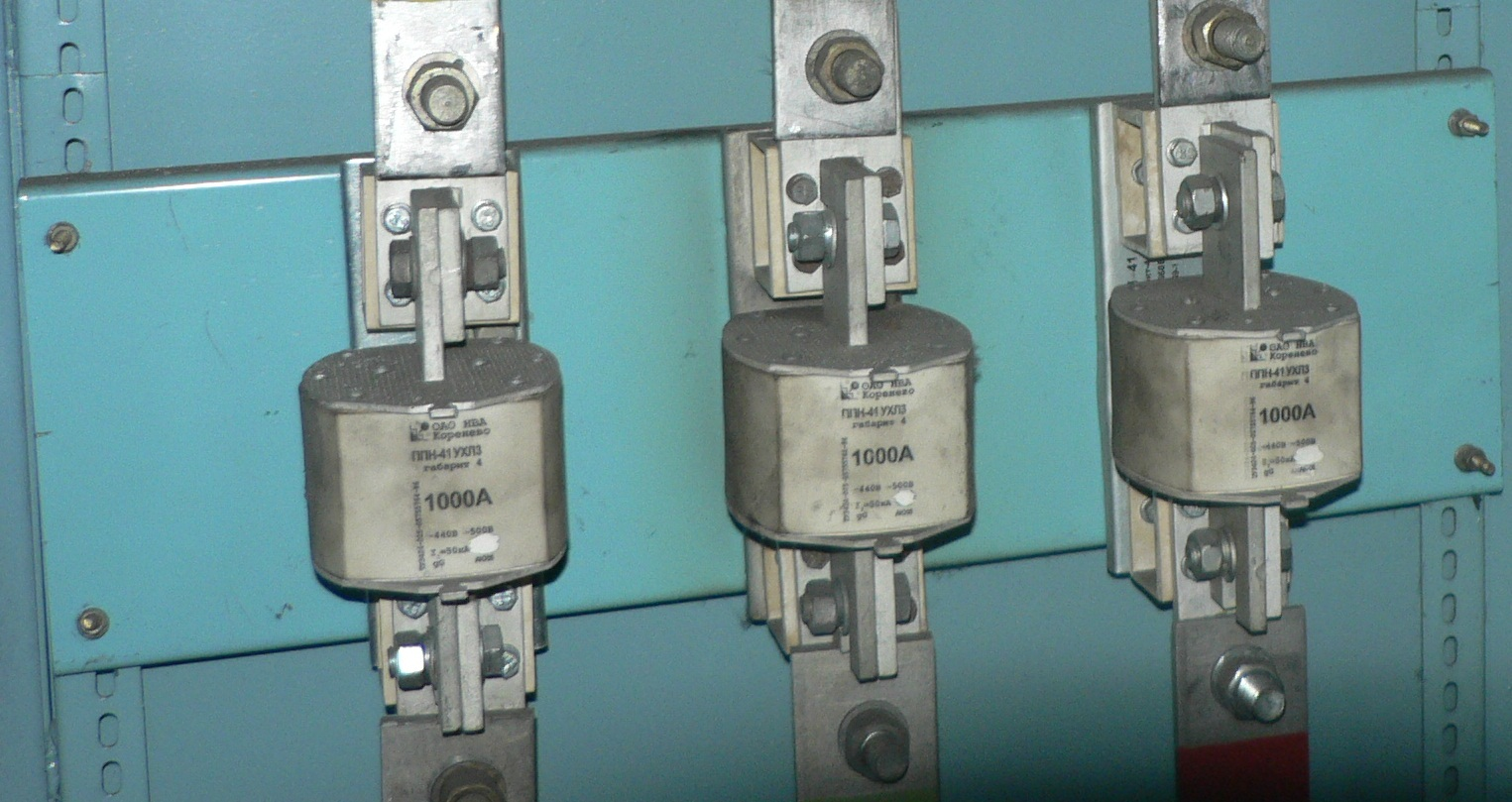
Запобіжники типу ППН (knife fuses)

Розрізняють запобіжники для експлуатації некваліфікованими особами (англ. fuses for use by unskilled persons) та запобіжники для використання допущеними (кваліфікованими або інструктованими) особами (англ. fuses for use by authorized persons).
У запобіжників першої групи (їх називають також запобіжниками побутового та подібного призначення — англ. fuses for domestic and similar applications), небезпечні струмопровідні частини у робочому стані закриті ізоляційними деталями, що робить ці апарати відносно безпечними, навіть якщо їх застосовують некваліфіковані особи.
У запобіжників другої групи (їх називають також запобіжниками промислового призначення — англ. fuses for industrial application) небезпечні струмопровідні частини є відкритими і доступними для прямого дотику, тож їх завжди монтують у закритих металевих шафах (електричних щитах). Основні типи запобіжників мають номінальні струми від 15 до 1000 А, тобто вони задовольняють вимоги майже усього електроустаткування (не беручи до уваги особливих) промислових підприємств.

## Технічні показники

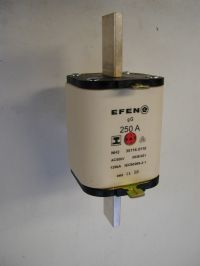
Запобіжник типу NH на 250 А

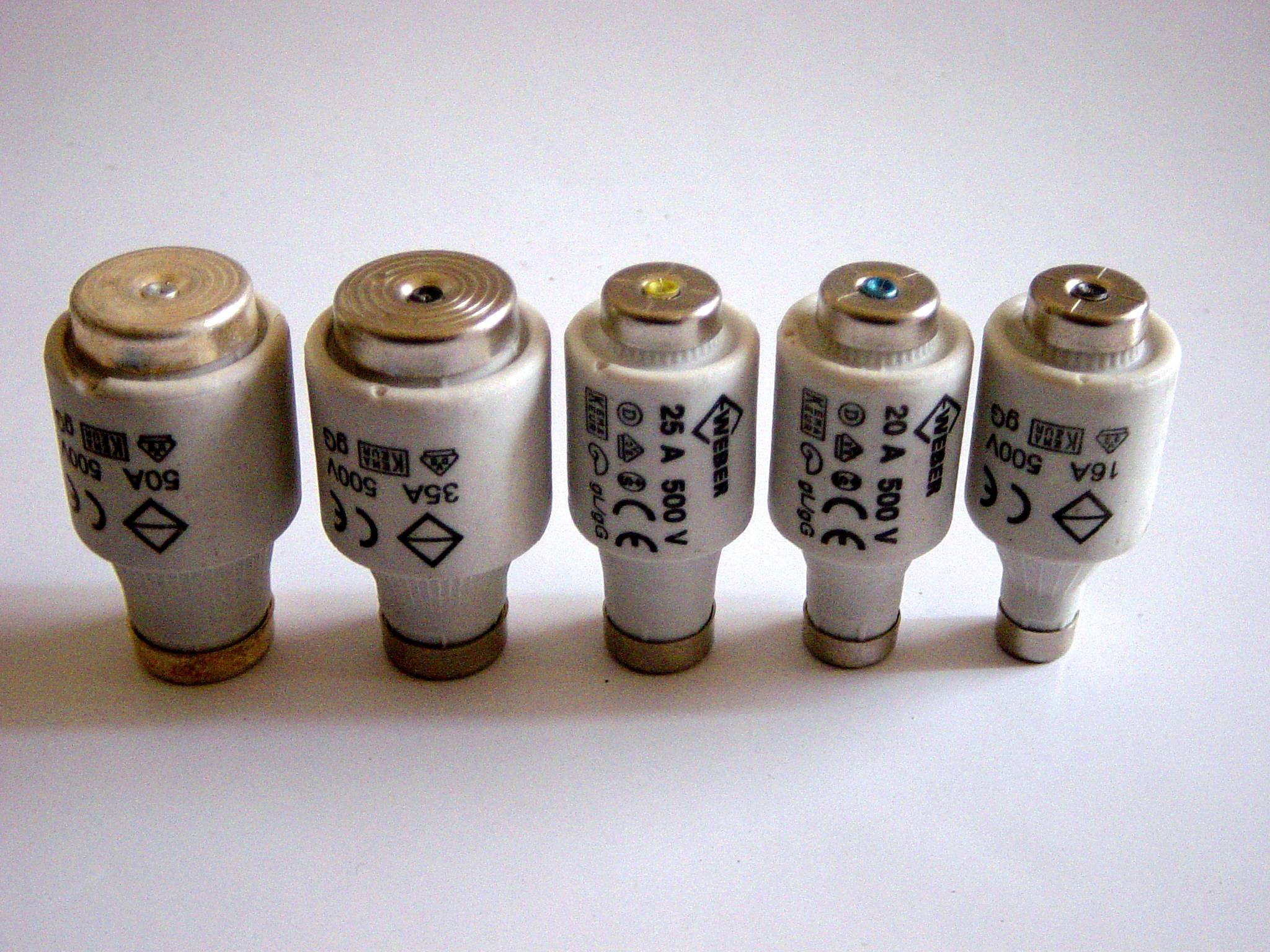
Плавкі вставки запобіжників системи D («Diazed»)

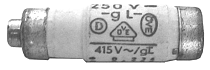
Плавка вставка запобіжника системи D0 («Neozed»)

Плавкі вставки витримують струми на 30…50% більші від номінальних струмів протягом 1 год і більше. У разі струмів, що перевищують номінальний струм на 60…100%, плавкі вставки плавляться за час менший ніж 1 год. Найпоширенішими запобіжниками є запобіжники, що застосовуються для захисту електроустановок напругою до 1кВ: ПР-2 — запобіжник розбірний і без наповнювача, НПН, ПН2 — насипні (наповнені дрібнозернистим кварцовим піском) запобіжники нерозбірні.
Вітчизняні запобіжники промислового призначення серії ПН2 мають чотири типорозміри, які охоплюють розбіг номінальних струмів від 31,5 А до 630 А за номінальної напруги 380 В. Здатність до вимикання коротких замикань у запобіжників ПН2-100 (найменший габарит) становить 100 кА, а у запобіжників ПН2-600 (найбільший габарит) становить лише 40 кА. Вітчизняні запобіжники для побутових та подібних електроустановок серії ПРС (запобіжники нарізеві) також мають чотири типорозміри, які лежать у межах номінальних струмів від 1 А до 100 А за номінальної напруги 380 В. Здатність до відмикання коротких замикань у запобіжників серії ПРС становить 15…20 кА.
Запобіжники промислового призначення європейської системи NH передбачають розбіг номінальних струмів від 2 до 1600 А за номінальної напруги 500 В та 690 В. Здатність до вимикання цих запобіжників сягає 160 кА. Порівняно із ПН2, запобіжники системи NH за однакових номінальних параметрів мають менші розміри та є ощаднішими — розсіювана потужність у вставках (англ. power dissipation in a fuse-link) запобіжників системи NH приблизно на 30…40% менша ніж у вставках ПН2.
Сучасні запобіжники для побутових та подібних електроустановок європейських систем D, D0 та циліндричні вставки CH стосуються меж номінальних струмів від 2 до 100 А за номінальної напруги 400 В (система D0) та 500 В (система D та циліндричні вставки). Здатність до вимикання коротких замикань у цих запобіжників сягає 40 … 50 кА (системи D та D0) та 120 кА (циліндричні вставки CH).
Запобіжники системи D0 призначено лише для захисту електропроводок (клас gG), циліндричні вставки, які застосовуються у поєднаннях з комутаційними апаратами, призначені для захисту електропроводок та кіл з електродвигунами (класи gG та аМ), а запобіжники системи D забезпечують також захист напівпровідникових пристроїв, відтак охоплюють усі основні класи — gG, aR та аМ.

## Варіанти виконання

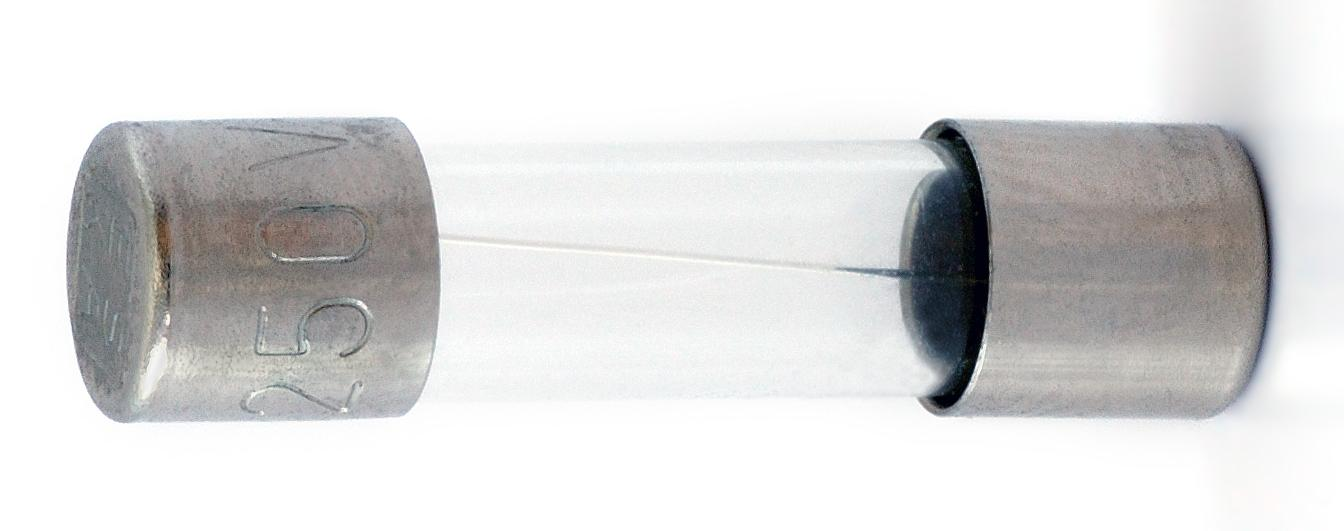
Плавка вставка (в скляному корпусі) запобіжника для малопотужних електроприладів

### Низько-струмові вставки
Використовуються для захисту малопотужних електричних кіл, зі струмами зазвичай до 20 А. Виготовляють у вигляді скляного (керамічного) циліндра з металевими основами, що сполучені всередині між собою тонким дротом. Під час перевантаження або короткого замикання дріт згоряє, розмикаючи коло та запобігаючи подальшим пошкодженням складників схеми від перегрівання. Розрізняють за розмірами вставки: 3х15; 4х15; 5x20; 6x32; 7х15; 10х38.

### Вилкові запобіжники

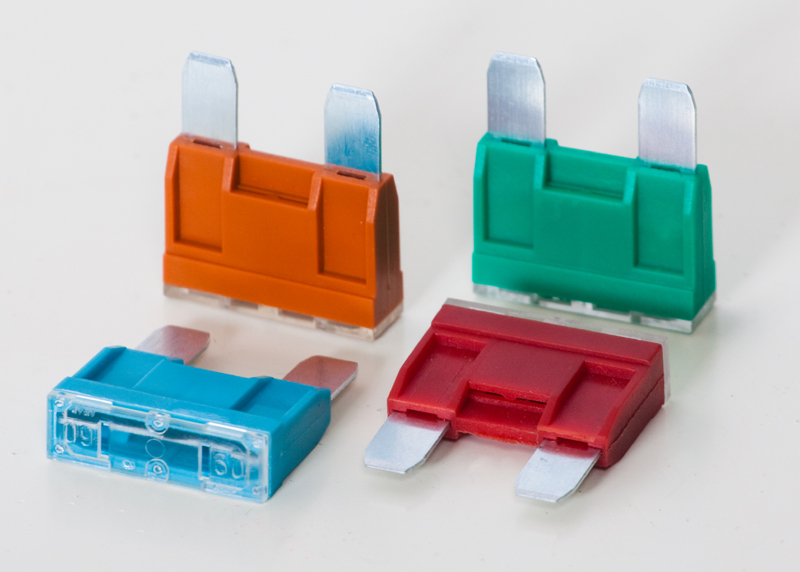
вилкові запобіжники

Найширше застосування вилкові запобіжники отримали в електричних колах постійного струму транспортних засобів. Виготовляються на номінальну напругу до 30 В. За будовою вилкові запобіжники поділяються на:
- мініатюрні вилкові;
- звичайні вилкові.

### Нарізеві
Найпоширеніший вид плавких запобіжників у недавньому минулому. Конструктивно виконується у вигляді порцелянового корпуса, всередині якого розташований тонкий дріт. Для впевненого роз'єднання двох кінців дроту, на одному з його кінців висить важок, зафарбований у певний колір (кожному кольору відповідає окремий номінальний струм). За розташуванням важка, зазвичай визначають стан запобіжника: якщо вантаж звисає значить запобіжник згорів і потребує заміни.
За типом конструкції поділяються на: «Diazed» та «Neozed» (див. рис. вище).
Колір індикатора плавкого запобіжника, відповідно до номіналу струму
| Сила струму | Колір індикатора | Максимальна потужність (мережа 220 В) |
| ----------- | ---------------- | ------------------------------------- |
| 2А          | Рожевий          | 460 Вт                                |
| 4А          | Коричневий       | 900 Вт                                |
| 6А          | Зелений          | 1200 Вт                               |
| 10А         | Червоний         | 2000 Вт                               |
| 16А         | Сірий            | 3200 Вт                               |
| 20А         | Синій            | 4000 Вт                               |
| 26А         | Жовтий           | 5200 Вт                               |
| 32-50А      | Чорний           | 7300…11500 Вт                         |
| 60-63А      | Темно-червоний   | 13800…14500 Вт                        |

### Ножові

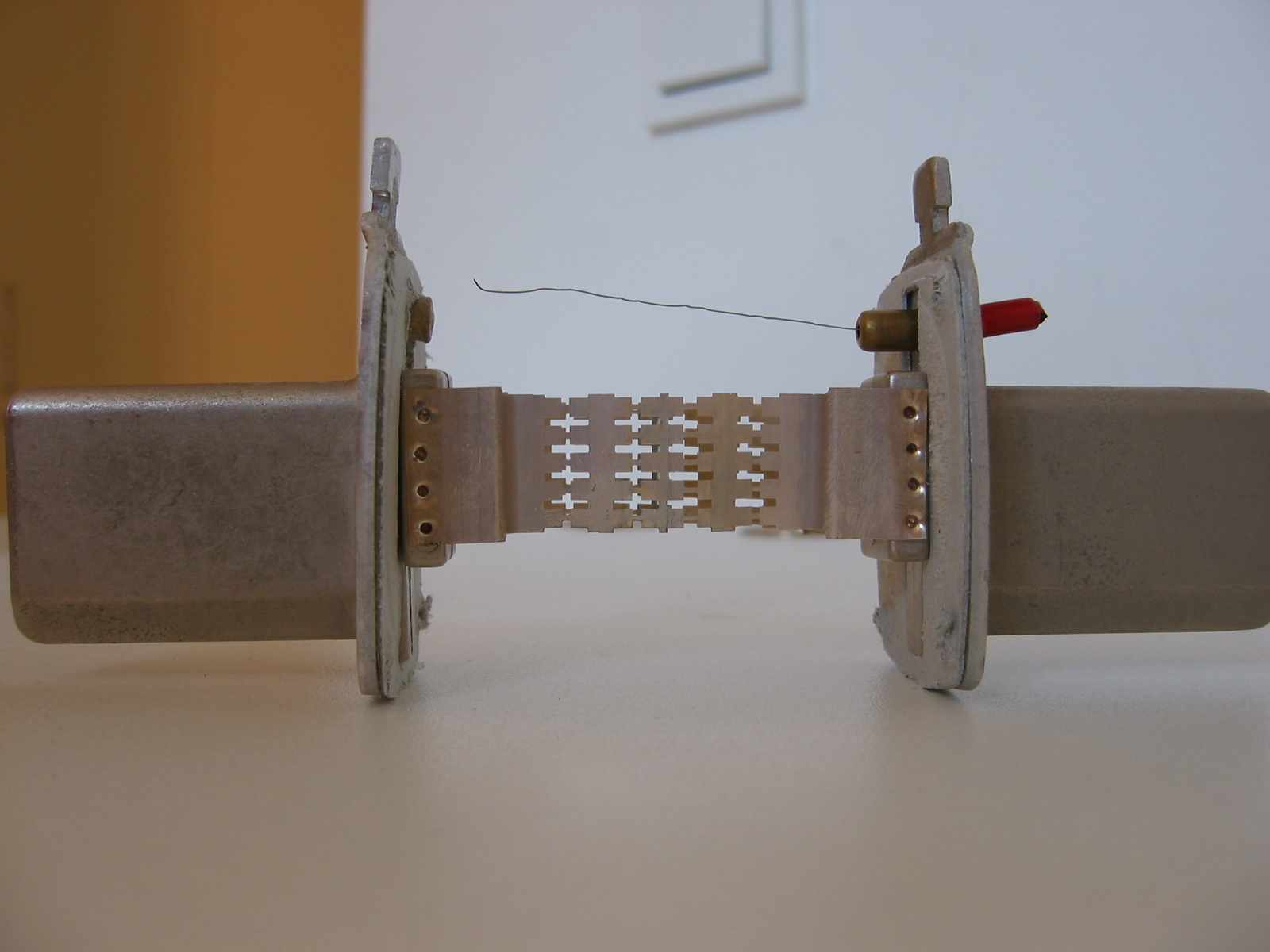
Внутрішня будова ножового запобіжника

Найпоширеніший вид запобіжників на промислових електроустановках, випускаються на великі струми, до 1250 А. Можуть бути джерелом підвищеної небезпеки, оскільки використання передбачало установку в тримач з неізольованими губками; з цієї причини ножові запобіжники намагаються використовувати тільки в тих місцях, де обслуговування електроустановки передбачається виключно досвідченим персоналом, що має як необхідне обладнання, так і відповідні навички техніки безпеки. У сучасному переліку можна зустріти роз'єднувачі ножових запобіжників в діелектричному корпусі, що знижують ризик отримання травм під час обслуговування та або/заміні. Ножові запобіжники за показниками поділяються на типи:
- 000 (до 100 А)
- 00 (до 160 А)
- 0 (до 250 А)
- 1 (до 355 А)
- 2 (до 500 А)
- 3 (до 800 А)
- 4а (до 1250 А)

## Особливості використання
Під час розміщення запобіжників в електричних мережах потрібно обирати їх так, щоби забезпечити вибірковість (селективність) захисту, тобто у разі короткого замикання на ділянці мережі, повинна перегорати плавка вставка запобіжника лише ділянки яка захищається, а на інші продовжує подаватися напруга в нормальному режимі. Це досягається тим, що номінальний струм кожної плавкої вставки, якщо слідувати в напрямку від споживача до джерела живлення, повинна бути більша попередньої на два ступеня стандартної плавкої вставки, за умови, що це не приведе до збільшення перерізу проводів.
Плавкі запобіжники мають переваги:
1. Просте улаштування.
2. Недорогі.

Вади:
1. Не завжди можуть захищати лінію від перевантажень, через те що не допускають довготривале перевантаження до миті плавлення.
2. Не завжди забезпечують захист через окиснення контактів, послаблення затиску тощо.
3. За короткого замикання в трифазній лінії можливе перегорання одного із запобіжників, тож у цьому разі двигун буде увімкнений на дві фази (така робота електродвигуна, відзначається підвищеним гулом), що призводить до його перегріву та виходу з ладу.